# Mawdesley
Mawdesley is een civil parish in het bestuurlijke gebied Chorley, in het Engelse graafschap Lancashire met 1702 inwoners.